# Східні острови
Східні острови — група з 12 дрібних островів архіпелагу Сіллі на захід від Корнволу. Всі острови ненаселені, найменші являють собою скелі. Омиваються Кельтським морем. В історичний час станом на III-V сторіччя всі острови Сіллі, ймовірно, були одним островом, а сучасні острівці являли собою скелясті пагорби на лісистій низині, про це повідомляють давньоримські історики Гай Юлій Солін та Сульпіцій Север.

## Список островів
| Зображення | Українська назва | Англійська назва | Площа    | Координати                                                          | Примітки                                              |
| ---------- | ---------------- | ---------------- | -------- | ------------------------------------------------------------------- | ----------------------------------------------------- |
|            | Великий Ганіллі  | Great Ganilly    | 0,13 км² | 49°57′6″ пн. ш. 6°15′24″ зх. д. / 49.95167° пн. ш. 6.25667° зх. д.  |                                                       |
|            | Ганджейг         | Hanjague         |          | 49°57′29″ пн. ш. 6°14′36″ зх. д. / 49.95806° пн. ш. 6.24333° зх. д. | Рослинність відсутня. Має гніздування птахів.         |
|            | Айрішменс-ледж   | Irishman`s Ledge |          | 49°57′22″ пн. ш. 6°15′28″ зх. д. / 49.95611° пн. ш. 6.25778° зх. д. |                                                       |
|            | Менаветан        | Menawethan       |          | 49°57′44″ пн. ш. 6°14′46″ зх. д. / 49.96222° пн. ш. 6.24611° зх. д. | Острів і скелі навколо нього є місцями лежбищ тюленів |
|            | Грейт-Артур      | Great Arthur     |          | 49°56′36″ пн. ш. 6°15′51″ зх. д. / 49.94333° пн. ш. 6.26417° зх. д. |                                                       |
|            | Літтл-Артур      | Little Arthur    |          |                                                                     |                                                       |
|            | Літтл-Ганінік    | Little Ganinick  |          | 49°56′38″ пн. ш. 6°16′29″ зх. д. / 49.94389° пн. ш. 6.27472° зх. д. |                                                       |
|            | Грейт-Ганінік    | Great Ganinick   |          | 49°56′50″ пн. ш. 6°16′36″ зх. д. / 49.94722° пн. ш. 6.27667° зх. д. |                                                       |
|            | Ґрейт-Іннісвулс  | Great Innisvouls |          | 49°56′58″ пн. ш. 6°14′55″ зх. д. / 49.94944° пн. ш. 6.24861° зх. д. |                                                       |
|            | Мулз             | Mouls            |          | 49°57′10″ пн. ш. 6°14′35″ зх. д. / 49.95278° пн. ш. 6.24306° зх. д. |                                                       |
|            | Норнур           | Nornour          |          | 49°57′18″ пн. ш. 6°15′40″ зх. д. / 49.95500° пн. ш. 6.26111° зх. д. |                                                       |
|            | Реґід-Айленд     | Ragged Island    |          | 49°56′47″ пн. ш. 6°15′29″ зх. д. / 49.94639° пн. ш. 6.25806° зх. д. |                                                       |